# Purulia
Purulia, oficialmente Purulia Sadar, é uma cidade e um município no estado indiano de Bengala Ocidental. É a sede do distrito de Purulia. Está localizado ao norte do Rio Kangsabati.

## Geografia

### Visão geral da área
O distrito de Purúlia forma o degrau mais baixo do planalto Chota Nagpur. O cenário geral é de terreno ondulado com colinas esparsas. A subdivisão de Purulia Sadar cobre a parte central do distrito. 83,80% da população do loteamento vive em áreas rurais. O mapa ao lado mostra alguma urbanização ao redor da cidade de Purulia. 18,58% da população, a maior porcentagem entre as subdivisões do distrito, vive em áreas urbanas. Há 4 cidades censitárias na subdivisão. O Kangsabati (chamado localmente de Kansai) flui através da subdivisão. A subdivisão tem templos antigos, alguns deles pertencentes ao século XI ou anteriores. O foco está na educação — a universidade, a escola sainik, a Ramakrishna Mission Vidyapith em Bongabari, a futura faculdade de medicina em Hatuara.
A área é servida pelo Estação Ferroviária de Purulia Junction.
Nota: o mapa ao lado apresenta algumas das localizações notáveis na subdivisão. Todos os locais marcados no mapa estão ligados no mapa de ecrã inteiro maior.

## Administração

### Delegacias de polícia
A esquadra de polícia de Purulia (cidade) tem jurisdição sobre o município de Purulia e partes de Purulia I e Purulia II Blocos de CD. A superfície coberta é de 13,9 km2 e a população coberta é de 151.210.

## Demografia
A delegacia de polícia de Purúlia (Muffasil) tem jurisdição sobre partes de Purúlia I e Purúlia II Blocos de CD. A superfície coberta é de 434,57 km2 e a população coberta é de 235.853.
A delegacia de polícia das mulheres Purulia Sadar foi inaugurada em 2014 em Bhatbandh, a partir de 2016, cobre a jurisdição de Purulia (T) PS, Purulia (M) PS, Kotshila PS, Arsha PS, Jhalda PS e Joypur PS.